# Nationaal park Maze
Het Nationaal park Maze is een nationaal park in het zuidwesten van Ethiopië, in de regio Yedebub Biheroch Bihereseboch na Hizboch. Het park heeft een oppervlakte van 210 km² en werd opgericht in 2005.

## Geschiedenis
Het park is vernoemd naar de rivier Maze die er doorheen loopt. Het park werd opgericht in 2005. Daarvoor was het een jachtgebied voor Swaynes hartenbeesten en buffels.

## Geografie
De hoogtes in het park liggen tussen de 1000 en 1200 meter boven zeeniveau. Het regenseizoen duurt van maart tot september met een geschatte regenval van 800 tot 1600 mm per jaar. Op de grens van het park ligt Mount Gughe, die 4200 meter hoog is. In de bovenste delen van de Mazerivier liggen warmwaterbronnen met geisers. In het park zijn ook natuurlijke grotten aangetroffen, de Wonja-steengrotten, die plaats bieden aan maximaal 300 personen.

## Flora en fauna
Het Nationaal park Maze is bedekt met savannegrasland met verspreide loofbomen. Het park is gevuld met verschillende soorten vegetatie die op verschillende hoogten in de delen van het park groeien, bijvoorbeeld struikgewassen, savannegraslanden en bossen.
In het park leven 37 soorten zoogdieren en 196 soorten vogels. Het park staat bekend om de populatie van het bedreigde Swaynes hartenbeest, en het is na het Senkelle Swayne's Hartebeest Sanctuary de belangrijkste locatie voor deze ondersoort van het hartenbeest. In het nationale park leven ongeveer 300 Swaynes hartenbeesten. Andere dieren die hier regelmatig voorkomen zijn kafferbuffels, groene bavianen, leeuwen, Afrikaanse luipaarden, vervetten, oribi's, bohorrietbokken, waterbokken, zuidelijke bosbokken, kleine koedoes, grote koedoes, jachtluipaarden, knobbelzwijnen, servals en boszwijnen.